# Batboldyn Nomin
Batboldyn Nomin (ur. 4 lutego 1993) – mongolski zapaśnik w stylu wolnym. Srebrny medalista mistrzostw świata w 2015. Zdobył brązowy medal na igrzyskach azjatyckich w 2014, a także na mistrzostwach Azji w 2013 i 2015. Piąty w Pucharze Świata w 2014. Wicemistrz świata juniorów w 2013 i Azji w 2010 roku.